# Assassin's Creed (serie)

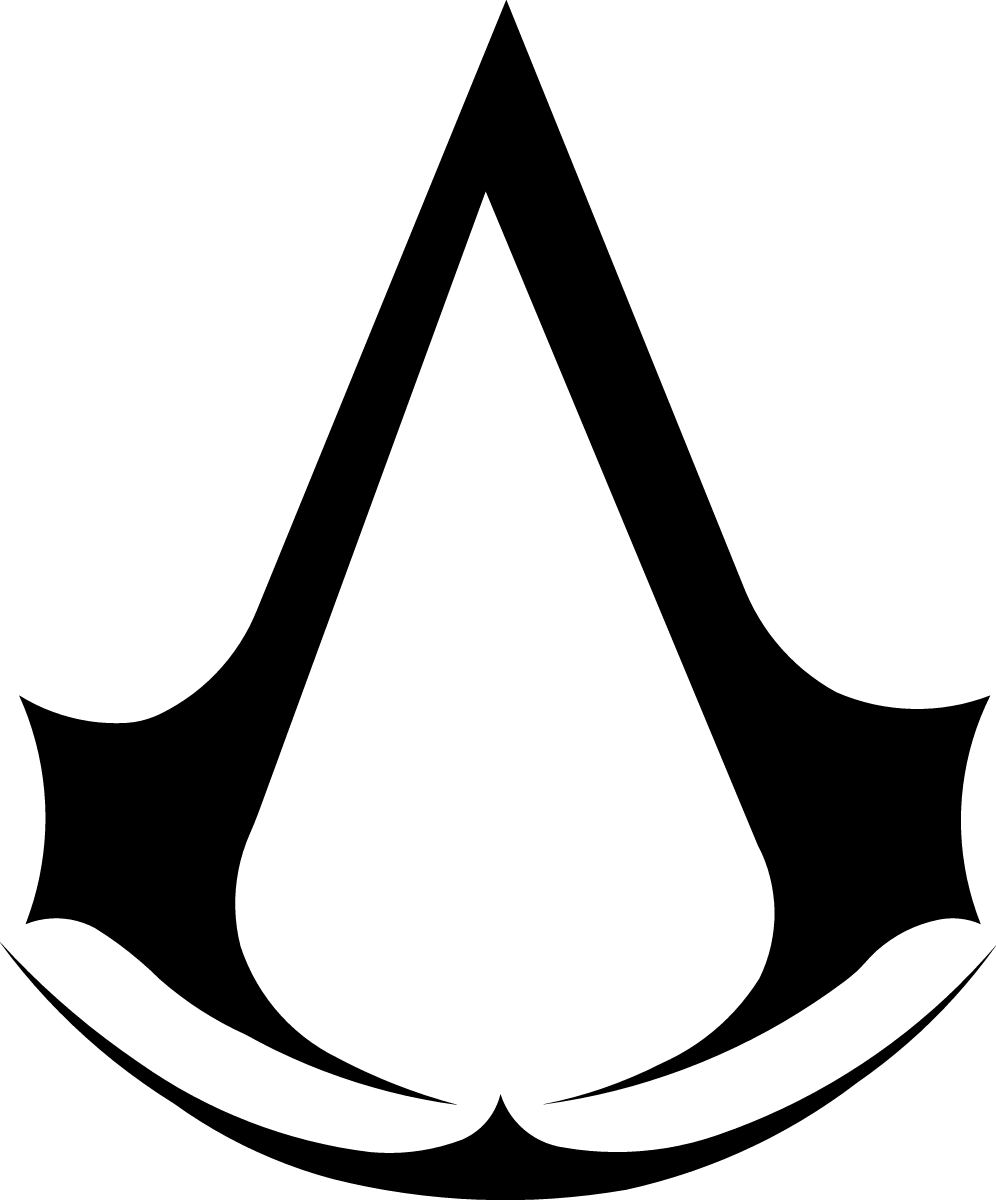
Logo ufficiale

Assassin's Creed è un marchio ideato dall'autore Patrice Désilets, basato sugli omonimi videogiochi d'avventura dinamica sviluppati e pubblicati da diversi studi Ubisoft a partire dal 2007; questi titoli vengono da molti considerati i successori spirituali di Prince of Persia: I due troni.
Il tema principale della serie è l'eterno conflitto tra l'ordine degli Assassini e quello dei Templari, che si sviluppa in vari periodi storici realmente esistiti e ricreati fedelmente tramite un'apparecchiatura sovradimensionale; parte importante della trama è anche la scoperta dell'antica civiltà degli Isu.
Oltre ai videogiochi, Assassin's Creed include diversi romanzi, fumetti, cortometraggi e lungometraggi.

## Sviluppo

### 2007–2011: primi successi
I videogiochi principali della serie sono stati sviluppati da Ubisoft Montréal per la modalità in giocatore singolo e da Ubisoft Annecy per il multigiocatore, mentre i titoli per le console portatili da Gameloft e Gryptonite Studios con la supervisione di Ubisoft Montréal. La serie ha riscosso molto successo sia di pubblico che di critica, con oltre 70 milioni di copie vendute fino ad aprile 2014. L'ispirazione per la creazione viene dal romanzo Alamut (1938) dello scrittore sloveno Vladimir Bartol.
I creatori hanno sviluppato una narrazione in cui il giocatore controllava un Assassino che fungeva da guardia del corpo per un principe non giocabile, portandoli a chiamare questo gioco Prince of Persia: Assassin. Ubisoft non era contenta di un gioco Prince of Persia senza il principe come personaggio giocabile, ma questo ha portato la divisione marketing a suggerire il nome Assassin's Creed. L'esperienza di gioco è basata sul concetto di open world, con molti elementi tratti dal parkour. La trama, che viene narrata attraverso salti temporali che vanno, inizialmente dal 1191 in Terra Santa durante le crociate, arrivando fino all'epoca vittoriana, per poi ritornare all'antica Grecia, con sporadici salti nel presente, è incentrata sulla lotta tra l'Ordine Templare, un gruppo che ha come obiettivo il totale controllo sulla vita degli uomini per dar loro uno scopo e guidarli alla vera pace, e la confraternita degli Assassini, un'altra fazione che invece vuole migliorare il mondo ispirando la giustizia ed eliminando i tiranni.
Dopo l'uscita del primo Assassin's Creed nel 2007, Ubisoft Montréal e altri studi Ubisoft utilizzano la serie per presentare giochi di vari periodi storici, lottando per l'accuratezza storica mentre concedono alcuni elementi per il gameplay. Passando ad Assassin's Creed II (2009), il team di Ubisoft Montréal ha riconosciuto che il parkour era sottoutilizzato nel primo gioco e ha progettato il mondo nel sequel in modo che includesse "autostrade libere" per rendere più facile entrare nelle mosse del parkour, usando i tetti per sfuggire alle attività o come parte di uno stratagemma assassino. Le nuove funzionalità di parkour hanno contribuito a informare l'ambientazione dell'Italia rinascimentale del gioco e il suo personaggio giocabile Ezio Auditore da Firenze come una figura canaglia. Assassin's Creed II ha anche introdotto un maggiore utilizzo delle folle come parte di un mezzo per nascondersi in bella vista che gli sviluppatori avevano visto usato in Hitman: Blood Money, aggiungendo di più al concetto di stealth sociale come opzione di gioco. Infine, Assassin's Creed II ha completamente rielaborato la struttura ripetitiva delle missioni del primo gioco attraverso numerose attività secondarie, oggetti da collezione e altri segreti. Queste aggiunte sono diventate una parte centrale della serie in futuro così come in altri giochi Ubisoft come Watch Dogs, Far Cry e Ghost Recon. Il gioco è stato seguito da Assassin's Creed: Brotherhood (2010) e Assassin's Creed: Revelations (2011) entrambi basati sulle vicende successive di Ezio.

### 2012–2015: affermazione sul mercato
Le origini di Assassin's Creed III provenivano sia da Ubisoft Montréal, che aveva pianificato di continuare a far progredire la narrativa principale nel tempo, sia da un progetto indipendente che era stato sviluppato da Ubisoft Singapore che prevede il combattimento navale. Mentre la squadra principale si era stabilita nel periodo della rivoluzione americana per il gioco, hanno scoperto che questo sistema di combattimento nave-nave si adattava perfettamente al sistema e ha lavorato l'impostazione per incorporarlo ulteriormente. Un altro importante cambiamento in Assassin's Creed III è stato il passaggio dei sistemi di parkour e freerun al funzionamento nei boschi naturali del New England del XVIII secolo, che ha ulteriormente consentito di aggiungere alberi e altra vegetazione all'interno delle aree cittadine non solo come parte dei sistemi di parkour ma anche da aggiungere ad aspetti più realistici, che continuerebbero anche come parte del design in corso della serie.
Dopo la sua uscita, il team di marketing di Ubisoft ha commentato che il combattimento navale di Assassin's Creed III è stato segmentato dal gioco terrestre e ha ritenuto che potesse esserci una maggiore integrazione, il che ha portato all'idea del prossimo gioco Assassin's Creed IV: Black Flag basata sull'età d'oro della pirateria, riutilizzando tutte le lezioni precedenti della serie fino ad oggi. Il team ha anche usato il gioco come un'opportunità per affrontare gli aspetti narrativi della storia che avevano iniziato a diventare obsoleti ai loro occhi. Hanno presentato Edward Kenway, inizialmente esterno al conflitto tra Assassini e Templari che alla fine viene coinvolto solo con la prospettiva di ricchezza, dando al team narrativo un mezzo per presentare il conflitto da un punto di vista esterno. Inoltre, la storia odierna si era allontanata da una singola persona (Desmond Miles) per consentire a qualsiasi osservatore di usare l'Animus per sperimentare i ricordi generici di un altro. Il team narrativo lo ha organizzato per far sentire il giocatore più immerso e al centro degli eventi, alla fine preparando il concetto dell'Iniziato che sarebbe arrivato in Assassin's Creed: Unity e Assassin's Creed: Syndicate, ambientati rispettivamente durante la rivoluzione francese e l'età vittoriana.

### 2016: serieChronicles
Dopo l'uscita di Syndicate, vengono pubblicati tre videogiochi della sotto-serie Assassin's Creed Chronicles (China, India e Russia); a differenza dei capitoli principali, questi spin-off utilizzano un innovativo design in 2,5D.

### 2017–2020: cambio di genere
Dopo Syndicate, Ubisoft ha riconosciuto che la serie necessitava di un'importante reinvenzione sia nel gameplay che nella narrativa. A quel punto, i computer e le console disponibili avevano una potenza di elaborazione sufficiente per creare mappe molto più grandi, che richiedevano meccaniche diverse dai giochi originali. È stato deciso di rendere il gioco successivo, Assassin's Creed: Origins, più vicino a un videogioco di ruolo che a un gioco di azione furtiva, cambiamento che avrebbe portato a una longevità molto maggiore rispetto ai titoli precedenti e all'abbandono di alcune caratteristiche storiche delle serie, come la meccanica dello stealth sociale. Le missioni da compiere, invece di essere presentate dall'Animus sono quindi date da alcuni personaggi all'interno del mondo di gioco, aspetto che dà al giocatore una ragione per esplorare la mappa. Dal punto di vista narrativo, la storia ha luogo nell'Egitto tolemaico, prima della formazione dell'Ordine degli Assassini, per evitare la necessità di avere assassini a guidare la trama, e segue le gesta di Bayek di Siwa, un rispettato medjay alla ricerca dei responsabili della morte di suo figlio. La trama contemporanea è tornata a trattare un singolo personaggio, Layla Hassan, una ricercatrice Abstergo. Sono state ridotte le volte in cui la prospettiva passa ai tempi moderni, dando però a questi segmenti più significato, ad esempio permettendo al giocatore di navigare sul portatile di Layla e avere informazioni sullo stato degli Assassini fino a quel momento. Il seguito, Assassin's Creed: Odyssey, uscito nel 2018 e ambientato nell'Antica Grecia, ha seguito un approccio simile. Nel 2020 uscì il terzo capitolo di questa nuova serie, Assassin's Creed: Valhalla, ambientato in Inghilterra e in Norvegia durante l'epoca vichinga, continua lo stesso stile di Origins e Odyssey, ma seguendo il riscontro dei predecessori, aggiunge elementi legati alla furtività sociale, così come il concetto di una base personalizzabile che è stata introdotta per la prima volta in Syndicate.

### 2021–2024: periodo di pausa
Il 10 settembre 2022 sono stati annunciati diversi progetti relativi ai videogiochi futuri della serie: Assassin's Creed: Mirage, ambientato a Baghdad e realizzato come espansione a sé stante di Assassin's Creed Valhalla; Assassin's Creed Jade, ambientato in Cina e sviluppato esclusivamente per telefoni cellulari; Assassin’s Creed Shadows, ambientato nel Giappone feudale e simile ad Assassin's Creed Valhalla; Codename Hexe, ambientato in Pomerania e caratterizzato da elementi horror.

## Caratteristiche
Tutti i giochi di Assassin's Creed, seppur ogni capitolo presenta delle diversità, sono dei giochi open-world con una visuale in terza persona. L'obiettivo della saga è eliminare gli obiettivi prefissati con le abilità acquisite durante la trama. Tali missioni di assassinio permettono anche di sfruttare l'ambiente circostante.
Come si evidenzia dal titolo, la trama è incentrata sulla confraternita degli Assassini che nonostante siano considerati dei sicari combattono per la libertà e il libero arbitrio. Per millenni combattono contro coloro che vogliono assoggettare gli individui creando un unico regime dittatoriale: l'Ordine dei Templari. In tutti i giochi della saga viene visto che nel corso della storia le due fazioni, pur rimanendo nell'ombra, hanno continuato a combattere causando gli eventi più famosi della storia dell'umanità. Nei titoli della saga compaiono anche personaggi storici che in qualche modo sono entrati a contatto con entrambe le fazioni, addirittura entrandone a far parte.
Il protagonista di ogni capitolo è sempre diverso, ad eccezione di Assassin's Creed II, Assassin's Creed: Brotherhood e Assassin's Creed: Revelations in cui è sempre lo stesso, Ezio Auditore da Firenze. Di solito in ogni capitolo viene mostrato il passato del personaggio facendo capire ai giocatori il motivo per cui svolge determinate azioni che poi sono la base della trama del gioco di cui è protagonista. La particolarità è che tutti i protagonisti hanno un passato tragico che li spinge a sfidare le leggi e la società.
Tutti i protagonisti della saga sono esperti nell'arte del Parkour riuscendo ad arrampicarsi in posti ed edifici molto alti con estrema facilità, inoltre ognuno di essi è in grado di effettuare il Salto della Fede. Tale abilità consente di lanciarsi nel vuoto con disinvoltura atterrando incolumi in posti sicuri. Da Assassin's Creed: Origins in poi la scalata è stata resa ancora più semplice permettendo al protagonista di arrampicarsi praticamente su ogni cosa. Nei capitoli precedenti, sebbene si potesse arrampicare in posti molto complicati, c'erano alcuni limiti.

## Videogiochi
| 2007 | Assassin's Creed                                                                |
| 2008 | Assassin's Creed: Altaïr's Chronicles                                           |
| 2009 | Assassin's Creed II Assassin's Creed: Bloodlines Assassin's Creed II: Discovery |
| 2010 | Assassin's Creed: Brotherhood                                                   |
| 2011 | Assassin's Creed: Revelations                                                   |
| 2012 | Assassin's Creed III Assassin's Creed III: Liberation                           |
| 2013 | Assassin's Creed IV: Black Flag                                                 |
| 2014 | Assassin's Creed: Rogue Assassin's Creed: Unity                                 |
| 2015 | Assassin's Creed: Syndicate Assassin's Creed Chronicles: China                  |
| 2016 | Assassin's Creed Chronicles: India Assassin's Creed Chronicles: Russia          |
| 2017 | Assassin's Creed: Origins                                                       |
| 2018 | Assassin's Creed: Odyssey                                                       |
| 2019 |                                                                                 |
| 2020 | Assassin's Creed: Valhalla                                                      |
| 2021 |                                                                                 |
| 2022 |                                                                                 |
| 2023 | Assassin's Creed: Mirage Assassin's Creed Nexus VR                              |
| 2024 |                                                                                 |
| 2025 | Assassin's Creed: Shadows                                                       |
| TBA  | Assassin's Creed Jade Assassin's Creed: Codename Hexe                           |

### Capitoli principali
| Anno      | Titolo                          | Sviluppatore     | Piattaforme                                                         |
| --------- | ------------------------------- | ---------------- | ------------------------------------------------------------------- |
| 2007      | Assassin's Creed                | Ubisoft Montréal | PlayStation 3, Xbox 360, xbox one, xbox series x/s, Windows         |
| 2009      | Assassin's Creed II             | Ubisoft Montréal | Playstation 3, Xbox 360, Playstation 4, Xbox One, Windows           |
| 2010      | Assassin's Creed: Brotherhood   | Ubisoft Montréal | Playstation 3, Xbox 360, Playstation 4, Xbox One, Windows           |
| 2011      | Assassin's Creed: Revelations   | Ubisoft Montréal | Playstation 3, Xbox 360, Playstation 4, Xbox One, Windows           |
| 2012      | Assassin's Creed III            | Ubisoft Montréal | PlayStation 3, PlayStation 4, Xbox 360, Xbox One, Wii U, Windows    |
| 2013/2025 | Assassin's Creed IV: Black Flag | Ubisoft Montréal | PlayStation 3, PlayStation 4, Xbox 360, Xbox One, Wii U, Windows    |
| 2014      | Assassin's Creed: Rogue         | Ubisoft Sòfia    | Playstation 3, Playstation 4, Xbox 360, Xbox One, Microsoft Windows |
| 2014      | Assassin's Creed: Unity         | Ubisoft Montréal | PlayStation 4, Xbox One, Windows                                    |
| 2015      | Assassin's Creed: Syndicate     | Ubisoft Québec   | PlayStation 4, Xbox One, Windows                                    |
| 2017      | Assassin's Creed: Origins       | Ubisoft Montréal | PlayStation 4, Xbox One, Windows                                    |
| 2018      | Assassin's Creed: Odyssey       | Ubisoft Québec   | PlayStation 4, Xbox One, Windows                                    |
| 2020      | Assassin's Creed: Valhalla      | Ubisoft Montréal | PlayStation 5, Playstation 4, Xbox Series X/S, Xbox One, Windows    |
| 2023      | Assassin's Creed: Mirage        | Ubisoft Bordéaux | PlayStation 5, Playstation 4, Xbox Series X/S, Xbox One, Windows    |
| 2025      | Assassin's Creed: Shadows       | Ubisoft Québec   | PlayStation 5, Xbox Series X/S, Windows                             |

### Spin-off
| Anno | Titolo                                | Sviluppatori  | Piattaforma/e                                      |
| ---- | ------------------------------------- | ------------- | -------------------------------------------------- |
| 2008 | Assassin's Creed: Altaïr's Chronicles | Gameloft      | PlayStation Portable, DS                           |
| 2009 | Assassin's Creed: Bloodlines          | Griptonite    | PlayStation Portable                               |
| 2009 | Assassin's Creed II: Discovery        | Griptonite    | Nintendo DS, iOS                                   |
| 2012 | Assassin's Creed III: Liberation      | Ubisoft Sòfia | PlayStation Vita, PlayStation 3, Xbox 360, Windows |
| 2016 | Assassin's Creed: Chronicles          | Climax        | PlayStation Vita, PlayStation 4, Xbox One, Windows |
| 2023 | Assassin's Creed Nexus VR             | Red Storm     | Oculus VR                                          |

## Saghe
L'intero franchise è suddiviso in saghe dove la storia nel presente ruota quasi sempre attorno alla stessa persona ma cambiano i soggetti emulati nell'Animus. La prima saga chiamata "Saga di Desmond Miles" è iniziata con l'uscita di Assassin's Creed nel 2007 ed è terminata con Assassin's Creed III nel 2012. Il protagonista del presente è Desmond Miles, figlio del leader degli Assassini appartenente a una stirpe di Assassini.
La seconda saga chiamata "Saga del dipendente Abstergo" è composta da due capitoli ed è iniziata con Assassin's Creed IV: Black Flag del 2013 per poi terminare con Assassin's Creed: Rogue nel 2014 e qui il protagonista moderno è un dipendente dell'Abstergo Enterntainment che non viene mai mostrato in volto e non parla mai.
La terza saga chiamata "Saga dell'iniziato" anch'essa è composta da due capitoli ed è iniziata con Assassin's Creed: Unity nel 2014 per poi terminare con Assassin's Creed: Syndicate nel 2015; il protagonista del presente è un iniziato che viene reclutato dagli Assassini e anch'esso non viene mai mostrato in volto né viene fatto parlare.
La quarta saga chiamata "Saga di Layla Hassan" è iniziata con l'uscita di Assassin's Creed: Origins nel 2017 ed è terminata con Assassin's Creed: Valhalla nel 2020. La protagonista del presente è una ex-dipendente dell'Abstergo Industries.

## Trama
Gli episodi qui riportati sono in ordine cronologico detto anche fabula, indipendente dall'anno di uscita sul mercato.
fonte:

### Guerra del Peloponneso

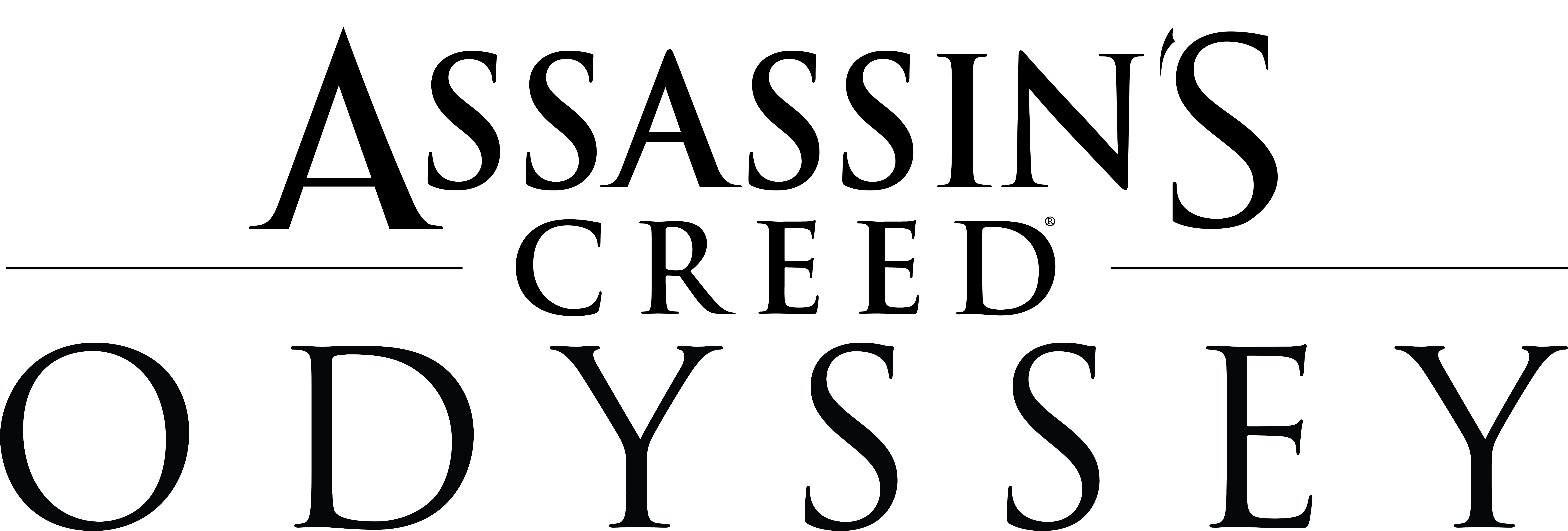
Assassin's Creed: Odyssey

In Assassin's Creed: Odyssey (2018) gli eventi si svolgono dal 431 a.C. al 422 a.C. nell'antica Grecia, durante la guerra del Peloponneso tra Sparta e Atene, e seguiamo le avventure di una guerriera spartana di nome Kassandra (lei è la protagonista canonica ma si può giocare anche con Alexios), nipote del leggendario condottiero Leonida, che morì durante la battaglia delle Termopili. Kassandra si farà strada per difendere il suo popolo grazie alla lancia di Leonida, reliquia ereditata da suo nonno. Kassandra durante il corso del gioco scopre l'esistenza della setta di Cosmos (antica incarnazione dei Templari) e si troverà a eliminarli uno per uno. Uno di questi è suo fratello Alexios, rinominato Deimos dalla setta, creduto morto in seguito a un tentato sacrificio sul monte Taigeto. Inoltre, scoprirà l'identità del suo vero padre, ovvero il filosofo Pitagora, rimasto in vita per un secolo grazie al Bastone di Ermete Trismegisto, un frutto dell'Eden. Quest'ultimo le rivela l'entrata di Atlantide, leggendario luogo che si rivela essere una città degli Isu e le affida il compito di sigillarlo. In seguito Pitagora cederà il bastone a Kassandra.

### Egitto tolemaico

Assassin's Creed: Origins

In Assassin's Creed: Origins (2017) ci troviamo nel 49 a.C. in Egitto, durante il regno del faraone Tolomeo XIII. In gran segreto un'organizzazione misteriosa conosciuta come Ordine degli Antichi (che poi in futuro saranno conosciuti come Templari) agiscono nell'ombra per prendere il controllo dell'Egitto. La setta è composta anche da romani e il leader è proprio uno di questi. Dopo che questi uccidono il figlio di Bayek (il personaggio giocabile del videogioco), questi insieme a sua moglie Aya (Amunet) inizia una caccia contro i membri dell'Ordine degli Antichi uccidendoli tutti. Aya e Bayek diventano i medjay di Cleopatra iniziando a combattere contro l'ordine liberando l'Egitto. Dopo che ella è diventata la regina, Aya e Bayek hanno capito che il mondo non cambierà e che devono continuare a combattere per il bene del popolo nell'ombra liberando le terre dai tiranni. I due formano l'organizzazione chiamata gli Occulti (che poi in futuro saranno conosciuti come Assassini). Bayek diventa il leader degli Occulti in Egitto, creando la propria sede nella città di Menfi, mentre Aya, dopo aver assassinato Giulio Cesare, porta il Credo nell'Impero Romano.

### Epoca d'oro islamica

Assassin's Creed Mirage

In Assassin's Creed Mirage (2023) ci ritroviamo a Baghdad, venti anni prima degli eventi di Assassin's Creed Valhalla. Qui viene raccontata la storia di Basim prima del suo incontro con Eivor e Sigurd, ovvero di come sia passato dall'essere un ladruncolo di strada a un Maestro degli Occulti e di come abbia scoperto il suo misterioso passato, che lo porterà a compiere le azioni di "Assassin's Creed Valhalla".

### Era dei vichinghi
Assassin's Creed: Valhalla (2020) è ambientato durante il IX secolo D.C. e segue le vicende di Eivor, un guerriero norreno alla ricerca di nuove terre da conquistare per garantire la sopravvivenza del proprio clan. Dopo aver lasciato la Norvegia insieme al fratello Sigurd in seguito ad un litigio con il padre, sbarcherà in Inghilterra, dove i due Occulti Hytam e Basim, conosciuti in patria grazie al fratello, lo introdurranno al loro credo e lo convinceranno a eliminare tutti i membri dell'Ordine degli Antichi inglese (antica incarnazione dei Templari). Durante il suo viaggio, Eivor si ritroverà a dover salvare Sigurd, considerato un discendente degli ISU dagli Antichi e perciò sfruttato e torturato da loro. Sigurd, diventato schivo e irascibile, lo porterà di nuovo in Norvegia, dove troveranno un antico manufatto ISU che li trasporterà in una simulazione simile a quella dell'Animus odierno, ad Asgard. Eivor riuscirà a convincere Sigurd ad abbandonare la simulazione, ma una volta usciti verranno attaccati da Basim, che si scoprirà essere la reincarnazione dell'ISU Loki in cerca di vendetta per la sorte di suo figlio, ucciso dall'ISU Odino, a sua volta reincarnatosi in Eivor. Quest'ultimo riuscirà a sconfiggerlo e ad intrappolarlo all'interno della simulazione del manufatto ISU. Tornato in Inghilterra, Eivor diventerà capo del villaggio al posto di Sigurd, consapevole di non essere più la stessa persona forte e carismatica di un tempo.

### Terza crociata

Assassin's Creed

Assassin's Creed: Altaïr's Chronicles (2008) narra uno dei primi ricordi vissuti da Desmond: nel 1190 la Terza crociata si è scatenata in Terra Santa. Altaïr Ibn La-Ahad, Assassino neofita, viene inviato in missione dall'Ordine per recuperare un misterioso e prezioso manufatto chiamato il Calice. La missione porterà Altaïr a scontrarsi più volte con i cavalieri Templari, anch'essi intenzionati al recupero del manufatto. Alla fine Altaïr scoprirà che il Calice altro non è che una donna di nome Adha, con la quale, in passato, Altaïr aveva avuto una relazione. I Templari ritenevano Adha una discendente di Gesù Cristo con il potere di unire tutte le religioni della Terra Santa. La donna rivela ad Altaïr che un Assassino chiamato Harash ha tradito l'Ordine degli Assassini, facendo il doppio gioco con i Templari. Svelato l'inganno del traditore, Altaïr lo affronta e lo uccide, per poi scontrarsi col Comandante dell'Ordine dei Templari, Lord Basilisk. Altaïr riesce ad uccidere Basilisk, ma scopre che il suo obiettivo era solo quello di fargli perdere tempo per permettere ai suoi uomini sopravvissuti di fuggire con una nave insieme ad Adha.
In Assassin's Creed (2007) l'Abstergo studia le memorie di Altaïr per accedere ad un fondamentale ricordo in cui l'Assassino ha osservato una mappa del mondo che mostrava la posizione di diversi manufatti dai poteri eccezionali noti come Frutti dell'Eden, che i dirigenti dell'Abstergo sono intenzionati a recuperare e servirsene per soggiogare il mondo. Altaïr, a Gerusalemme, si confronta col crociato Roberto di Sable, nuovo Gran Maestro dell'Ordine dei Templari, per recuperare il Frutto dell'Eden. Roberto riesce a sfuggire all'attacco, ma non a recuperare il manufatto che viene recuperato dagli Assassini. In seguito Altaïr viene mandato ad eliminare nove bersagli in tre città diverse della Terra Santa: Acri, Damasco e Gerusalemme. Con ogni uccisione, Altaïr impara che c'è una connessione tra i suoi obiettivi, scoprendo che il mentore degli Assassini, Al Mualim, era immischiato nella storia, cercando l'artefatto per controllare il mondo intero. Nella fortezza di Masyaf, Altaïr riesce a sconfiggere il mentore in un estenuante duello, uccidendolo. Una volta preso in mano l'artefatto, ad Altaïr e altri Assassini viene rivelato un fatto sconcertante: la Mela dell'Eden è uno solo dei molti artefatti sparsi per il globo. Difatti nell'ologramma apparso davanti agli Assassini si notano quindici punti diversi. All'Abstergo non serve altro: apprese le ubicazioni, i Templari inviano una squadra a recuperare tutti i pezzi. Decidendo di non aver più bisogno di lui, i Templari danno l'ordine di uccidere Desmond. Lucy Stillman, una dipendente Abstergo che si rivelerà essere un'Assassina, li convince a non ucciderlo fino a quando non avrà recuperato i pezzi.
Assassin's Creed: Bloodlines (2009) si svolge tra gli eventi di Assassin's Creed e Assassin's Creed II: è trascorso un mese da quando Altaïr ha ucciso il suo maestro Al Mualim, diventando di fatto il nuovo capo spirituale degli Assassini. Il videogioco segue Altaïr alla ricerca dei Templari sopravvissuti, che si sono ritirati sull'isola di Cipro sotto la guida di Armand Bouchart, nuovo Gran Maestro dell'Ordine.

### Rinascimento

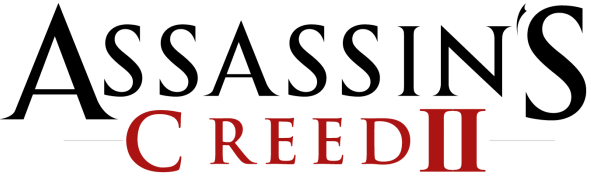
Assassin's Creed II

In Assassin's Creed II (2009) Desmond viene portato in un nascondiglio da Lucy, dove i suoi alleati Shaun e Rebecca lo invitano ad entrare in un nuovo e più potente Animus, l'Animus 2.0. È il momento di esplorare i ricordi di Ezio Auditore da Firenze, un giovane nobile del 1476. Da giovane, il padre di Ezio e i parenti vengono giustiziati da Uberto Alberti, un funzionario corrotto in combutta con i Templari. Ezio uccide Uberto per vendetta e dopo la fuga con la sua famiglia nella villa a Monteriggioni, nella campagna toscana, apprende della sua eredità di Assassino e inizia la formazione da suo zio Mario. Ezio fa amicizia anche con l'inventore Leonardo da Vinci, che lo aiuta con la sua opera nella decodifica di un codice criptato che contiene le memorie di Altaïr Ibn-La'Ahad. Nel corso di un decennio, Ezio uccide i cospiratori coinvolti nella morte di suo padre, arrivando a Rodrigo Borgia, capo dell'Ordine dei Templari, che ha recuperato la Mela dell'Eden, e in seguito, come Papa Alessandro VI è in possesso di un altro Frutto dell'Eden, il Bastone Papale. Verso la fine Ezio incontra l'ologramma di una donna, che afferma di essere Minerva, e che sostiene anche di provenire da una civiltà i cui membri sono stati osservati anche nella stessa luce dai popoli antichi. Minerva rivela un grande disastro che aveva colpito e distrutto la sua civiltà e avverte che potrebbe verificarsi di nuovo, presto. Parlando direttamente a Desmond, lei gli dice che "il resto spetta a voi". Desmond è tirato fuori dall'Animus, l'Abstergo ha localizzato il loro rifugio. Lui, Lucy e il resto della squadra riescono a fuggire e ben presto si preparano a tornare nell'Animus per la ricerca di indizi che possano aiutarli.
Assassin's Creed II: Discovery (2009) prende luogo nel 1491, tra gli eventi della battaglia di Forlì e il Falò delle vanità in Assassin's Creed II. A Ezio Auditore viene richiesto un incontro con Antonio, capo della gilda dei ladri a Venezia. Una volta raggiunto Antonio, scopre che lui e l'amico Luis Santangel hanno bisogno di aiuto: Cristoforo Colombo ha un incontro con Rodrigo Borgia, interessato ai suoi piani di navigare verso ovest, e Luis sospetta che sia una trappola. Ezio proteggerà con successo Colombo. Quindi, Ezio si reca in Spagna per andare in soccorso di alcuni amici Assassini di Carlo VIII e in particolare a Barcellona per eliminare gli inquisitori: per primo Gaspar Martinez, che aveva fatto uccidere un Assassino, poi Pedro Llorente, che aveva condannato al rogo un altro Assassino, in seguito Juan de Martillo, e infine l'inquisitore generale, Tomás de Torquemada. Ucciso quest'ultimo, Ezio ritorna in Italia ringraziando Luis e ricominciando la ricerca del manufatto.

Assassin's Creed: Brotherhood

In Assassin's Creed: Brotherhood (2010), Desmond Miles, nei ricordi di Ezio Auditore, arriverà alla resa dei conti finale con i Templari e i Borgia per la riconquista di Roma, dove avrà la meglio. Desmond Miles, insieme alla squadra di Assassini che lo ha accompagnato nel capitolo precedente, si reca a Monteriggioni mentre rivive questi ricordi, installando una base di lavoro sotto la roccaforte di Monteriggioni, nel rifugio segreto. Dopo un po' di giorni si scopre la posizione della Mela dell'Eden, che è stata in mano ad Ezio secoli prima: si trova nei sotterranei di Santa Maria in Ara Coeli, a Roma. Desmond, grazie all'effetto osmosi, sa esattamente cosa fare, e così aziona strani congegni che lo instradano in un percorso acrobatico dove raggiunge insieme agli altri la Mela dell'Eden. Al solo tocco essa sprigiona poteri sovrannaturali, tra cui un campo mistico che ferma il tempo e immobilizza Desmond. Appare così la voce di Giunone che, nel suo monologo, iniziato tempo prima con spezzoni di effetto osmosi, comunica a Desmond di non sapere nulla di ciò che sta accadendo e lo guideranno lei e i suoi simili. La forza del potere della Mela dell'Eden ordina al corpo di Desmond di ferire con la lama celata Lucy Stillman, comando che viene eseguito, portando Desmond a uno stato di shock. Nei titoli di coda si sentono le voci di Bill Miles e di un altro Assassino che vedendo lo stato in cui versa Desmond decidono di rimetterlo nell'Animus, per permettergli di sopravvivere.

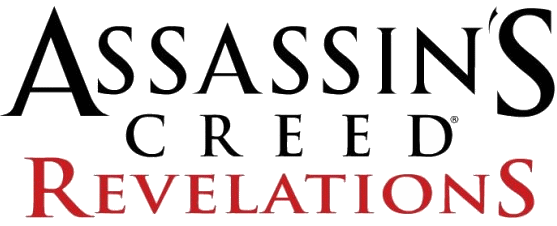
Assassin's Creed: Revelations

In Assassin's Creed: Revelations (2011) Desmond, in uno stato di coma, per tornare al mondo reale, deve uscire dall'Animus con l'aiuto e i consigli del Soggetto 16 rivivrà i ricordi relativi alla parte finale della vita di Ezio Auditore. L'ormai anziano Ezio necessita delle 4 chiavi di Masyaf per scoprire il segreto della biblioteca di Altair; indi per cui approda nella Costantinopoli di inizio XVI secolo tra le strade della quale l'Assassino avrà il compito di completare la sua missione. Desmond dovrà salvare il mondo per evitare che si ripeta la catastrofe di millenni fa, quando gli umani vivevano insieme ad esseri superiori e miracolosamente pochi sopravvissero alla tempesta solare. Alla fine del suo viaggio, torna l'ologramma di Minerva, questa volta affiancata anche da Giove e Giunone, che si rivolgono a Desmond spiegandogli che per salvare il mondo si dovrà recare in un tempio sotterraneo in cui avevano operato. Alla fine di questa visione, Ezio stesso capisce di essere solo un mezzo attraverso il quale "Coloro che vennero prima" volevano comunicare con Desmond, e, riposta la Mela dell'Eden dove l'aveva trovata, decide di non prenderla con la frase: "Ho visto troppo per una vita sola". Il gioco si conclude con Desmond che, risvegliatosi dall'Animus, dice: "So cosa dobbiamo fare".

### Dinastia Ming
In Assassin's Creed Chronicles: China (2015) il gioco segue le avventure di Shao Jun, ultima Assassina rimasta della Confraternita cinese, dopo il suo ritorno in Cina nel 1526, mentre la dinastia Ming iniziava a vacillare. Rinvigorita in seguito all'incontro con Ezio Auditore a Firenze, e armata delle sue abilità furtive e combattive, Jun si getterà alla ricerca di vendetta contro i Templari, con l'obiettivo di ricostruire la sua Confraternita caduta.

### Giappone feudale

Assassin's Creed Shadows

In Assassin's Creed Shadows (2025) l'ambientazione è il Giappone del XVI secolo al termine del periodo Sengoku. Il giocatore interpreta due distinti protagonisti: il samurai Yasuke e la shinobi Naoe Fujibayashi

### America coloniale

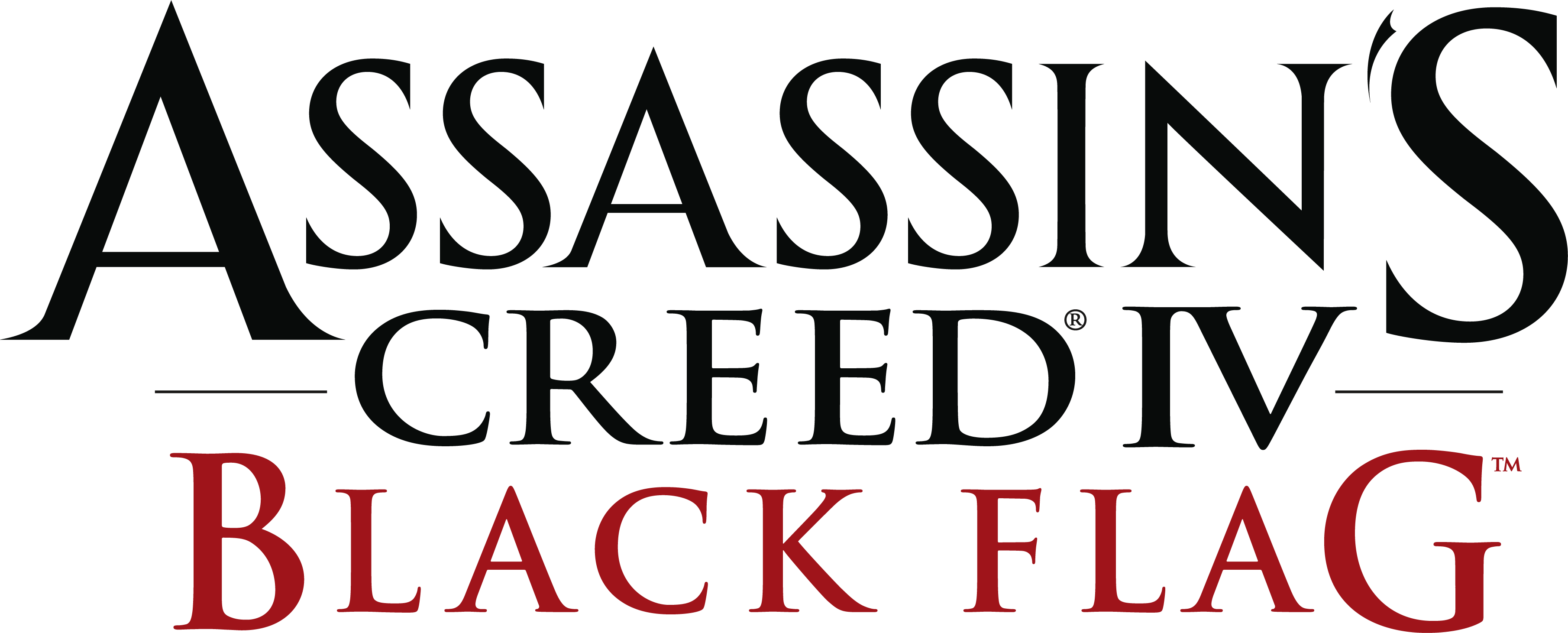
Assassin's Creed IV: Black Flag

In Assassin's Creed IV: Black Flag (2013), nel giugno del 1715, al largo di Cuba, il timoniere pirata Edward Kenway, sconfigge la fregata inglese HMS Intrigue e ritrova sul corpo di un uomo un cubo di vetro e una lettera che prometteva una cospicua ricompensa a chi avesse portato l'oggetto al governatore di Cuba, Laureano Torres y Ayala. Edward indossa le vesti dell'uomo e decide di recarsi a L'Avana. Nel presente, nell'anno 2013, si scopre che un impiegato di Abstergo ha appena rivissuto un ricordo genetico di Edward Kenway nell'Animus. Egli scoprirà che la Abstergo è la società di facciata dell'odierno Ordine dei Templari. A L'Avana, Edward comprende che Duncan Walpole, l'uomo misterioso di cui Edward ha preso l'identità, voleva abbandonare l'Ordine degli Assassini per unirsi a quello dei Templari, di cui il governatore è membro, e che gli oggetti servono per accedere ad un luogo chiamato Osservatorio. Per accedervi è necessaria il sangue di un uomo chiamato Saggio, ma una volta scovato, quest'ultimo decide di non collaborare. La vera identità di Edward viene scoperta e, catturato, viene spedito ai Templari inglesi. Edward riesce a fuggire insieme ad un altro prigioniero di nome Adéwalé sul brigantino El Dorado. Edward decide di tenere la nave di ribattezzarla Jackdaw. Da quel momento in poi, Edward insieme alla sua ciurma comincia la ricerca dell'Osservatorio e durante la ricerca, involontariamente continua ad immischiarsi tra il conflitto Assassini e Templari. Una volta trovato l'Osservatorio si rende conto che ha sprecato tutta la sua vita inutilmente e decide di unirsi agli Assassini per svolgere una buona causa. Dopo aver sconfitto i Templari nelle isole caraibiche, dona la sua residenza agli Assassini e riparte per l'Inghilterra con sua figlia, Jennifer. Anni dopo, Edward si risposa e ha un altro figlio di nome Haytham.

In Assassin's Creed IV: Black Flag - Freedom Cry (2013), Adéwalé, ex schiavo di origine africana, primo ufficiale e migliore amico di Edward, per errore naufraga fino a Santo Domingo, dove si ritrova senza né armi né ciurma. Lì decide di essere il braccio destro del maya Ah Tabai e di portare l'ordine degli assassini anche nelle terre lontane al completamento del lavoro per lo stesso Edward. Viene mostrata in questo gioco anche la sua relazione con la donna Bastienne Josèphe.

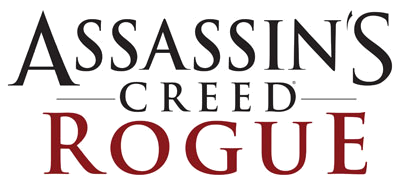
Assassin's Creed: Rogue

In Assassin's Creed: Rogue (2014), Shay Patrick Cormac è un giovane Assassino unitosi alla Confraternita in America guidata dal mentore Achille Davenport. Insieme all'amico Liam, viene inviato dal mentore in missione alla ricerca di un manoscritto e di una strana scatola (entrambi Frutti dell'Eden), entrambi in possesso dell'ordine dei Templari. Intanto, nel 1754 le tensioni tra Francia e Inghilterra aumentano fino a far scoppiare la Guerra dei sette anni. Shay sfrutta le conoscenze scientifiche di Benjamin Franklin, per aprire la scatola attraverso l'elettricità. Scopre a Lisbona l'ubicazione di un ulteriore manufatto e il mentore Achille, pur sapendo che, toccandolo, Shay avrebbe causato un terribile terremoto, lo spedisce ignaro a recuperarlo. Infatti Shay si salva per miracolo e, capendo che il mentore Achille voleva usare i manufatti contro i Templari, decide di tradire la Confraternita, di rubare quelli in loro possesso e, circondato su una scogliera, di gettarsi insieme agli oggetti. Ritrovato dal colonnello George Monro a New York, Shay collabora con lui anche quando scoprirà la sua appartenenza all'Ordine dei Templari. Quando Monro rimane ucciso e il manoscritto viene rubato dagli Assassini, decide di divenire Templare egli stesso, ufficializzato dal Gran Maestro Haytham Kenway (In Assassin's Creed IV:Black Flag). Sarà costretto a uccidere il rispettabile Assassino Adéwalé per dimostrare la sua fedeltà. In seguito scopre l'ubicazione degli Assassini e, pur di ritrovare la scatola e il manoscritto, affronterà diversi suoi amici del passato. In seguito nel 1760, a nord dell'Atlantico, insieme a Haytham raggiunge l'ex mentore Achille e l'antico amico Liam in una cripta sotto ai ghiacci, identica a quella di Lisbona, dove Achille comprende che non c'è modo di prendere il Frutto dell'Eden senza distruggerlo. Liam tocca accidentalmente il manufatto scatenando un terremoto e, in seguito, lotta contro Shay dicendogli che la scatola non verrà mai ritrovata e, morente, si butta da una scogliera con il manoscritto. Haytham risparmia Achille poiché Shay afferma che la Confraternita in America non esiste più ormai, e inoltre perché così potrà dire agli altri Assassini dell'inutilità dei manufatti. Molti anni dopo, nel 1776 Shay è a Versailles dove trova e uccide l'Assassino con la scatola: Charles Dorian (padre di Arno Dorian, in Assassin's Creed: Unity).

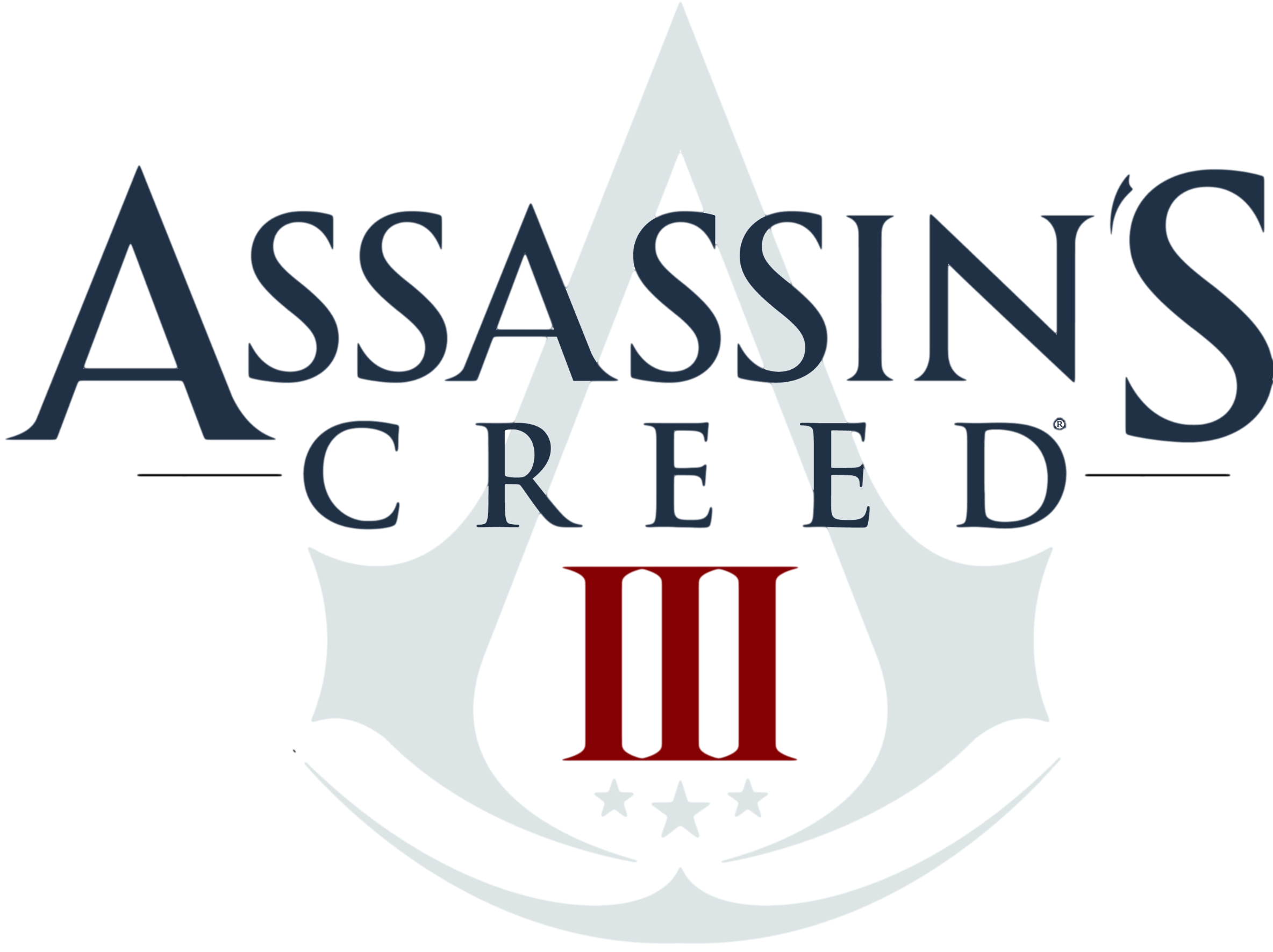
Assassin's Creed III

In Assassin's Creed III (2012), il gioco riprende esattamente dove era finito Revelations: Desmond si risveglia dal coma dopo aver ricevuto da Giove istruzioni su come prevenire il cataclisma solare previsto per il 21 dicembre 2012 usando un vecchio tempio dei Precursori situato a Turin, nel moderno Stato di New York. Nel gruppo è presente anche William Miles, padre del protagonista e Mentore degli Assassini moderni. Desmond sviene per l'effetto osmosi e viene reinserito nell'Animus, dove rivive i ricordi di due suoi antenati inglesi, Haytham Kenway (figlio di Edward Kenway, protagonista di Assassin's Creed IV: Black Flag), vissuto tra l'Inghilterra e il Nord America nel XVIII secolo e Connor Kenway, figlio di Haytham. Nel 1754 Haytham uccide durante un'esibizione all'Opera di Londra un anziano Assassino di nome Miko a cui ruba un medaglione, manufatto dei Precursori, che funge da chiave per il tempio nel quale si trovano i protagonisti nel presente. Si reca quindi nel Nuovo Mondo e cerca di farsi amico la tribù Mohawk, dove conosce la nativa Mohawk Kaniehti:io (pronuncia: Kanien-zio) che porterà in grembo, a sua insaputa, suo figlio. Dopo aver scoperto che Haytham è un templare, Desmond passa a rivivere i ricordi di suo figlio, Ratonhnhaké: ton, in futuro conosciuto come Connor. Questi si unisce agli Assassini venendo addestrato da Achille Davenport e con le sue azioni svolge un ruolo primario nella rivoluzione americana in corso aiutando i patrioti. Nel presente, Desmond recupera le tre chiavi per aprire il Grande Tempio. Si reca a New York, in Brasile e poi a Roma dove uccide Warren Vidic con la Mela dell'Eden perché questi aveva rapito suo padre. Desmond continua a rivivere i ricordi di Connor e questi riesce a sconfiggere completamente i Templari nelle colonie permettendo ai patrioti di vincere la rivoluzione e ottenere l'indipendenza. Desmond entra nel tempio, dove incontra Giunone che gli dice che per salvare l'umanità dovrà sacrificarsi; in caso contrario metà della popolazione morirebbe e lui diventerebbe un profeta ma con il passare dei secoli le lotte ricomincerebbero, come in un ciclo infinito. Desmond si sacrifica salvando il mondo e liberando Giunone dalla sua prigione.
In Assassin's Creed III: Liberation (2012) vede protagonista per la prima volta un'Assassina donna, Aveline de Grandpré, di origini franco-africane. Perde la madre da bambina in circostanze misteriose. Anni dopo incontrò Agaté, Mentore degli Assassini che l'addestra. In seguito tenta di liberare la Louisiana dai Templari e gli schiavi sotto il loro comando. Aveline scopre che stavano cercando un Frutto dell'Eden chiamato Disco della Profezia. Grazie all'aiuto di Connor (in Assassin's Creed III) scopre che il Gran Maestro dei Templari era la sua matrigna e, dopo averla uccisa, scaccia definitivamente i Templari.

### Rivoluzione francese

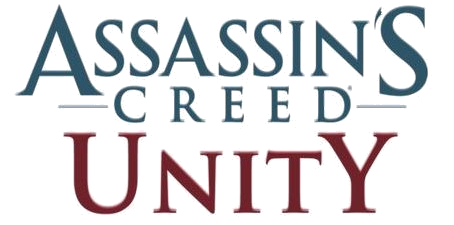
Assassin's Creed: Unity

Assassin's Creed: Unity (2014) segue Arno Dorian, un Assassino francese nato a Versailles nel 1768 di nobili origini austriache. Vive un'infanzia agiata ma, a otto anni, assiste alla morte del padre e, rimasto orfano, viene adottato dal Gran Maestro dei Templari francesi François de la Serre. Stringe un forte rapporto di amicizia con la figlia di quest'ultimo, Élise de la Serre, che sfocia in una relazione sentimentale. Tuttavia nel 1789 viene indebitamente accusato dell'omicidio di François de la Serre durante un ballo alla Reggia di Versailles. Imprigionato alla Bastiglia, incontra l'Assassino Pierre Bellec. Spinto dal desiderio di redenzione, Arno decide di addestrarsi secondo la tradizione della Confraternita di Bellec. Fuggito con quest'ultimo durante la presa della fortezza avvenuta due mesi dopo, Arno si unisce agli Assassini francesi, guidati dal Mentore Mirabeau. Inizia una caccia ai Templari e inoltre, aiuta Élise nella ricerca dell'omicida di suo padre, il Gran Maestro usurpatore François-Thomas Germain, uno dei Saggi. Ma le sue azioni, considerate immorali, gli costano l'espulsione dall'Ordine degli Assassini nel 1793. Nonostante ciò, Arno riesce a scovare e a uccidere Germain il 28 luglio 1794. Tuttavia, nella stessa occasione Élise viene trafitta dal Gran Maestro con una Spada dell'Eden. Entrato in possesso del manufatto, Arno viaggia a Franciade, dove scopre il segreto per anni custodito dai monarchi francesi. Infine viene riammesso nella Confraternita e promosso a Maestro Assassino.

### Impero Sikh
Assassin's Creed Chronicles: India (2016) nel 1841, nel pieno delle tensioni crescenti tra il dominio Sikh e la Compagnia delle Indie Orientali, l'assassino Arbaaz Mir, ha come obiettivo quello di recuperare un artefatto dell'Ordine degli Assassini, il celebre diamante Koh-i-Noor, e di uccidere il Gran Maestro templare che se ne era illecitamente appropriato, in modo da proteggere i suoi amici e la sua amata principessa Pyara Kaur. Il protagonista dovrà agire in fretta per assicurare alla Confraternita il possesso del diamante, rubando al tempo stesso una misteriosa scatola appartenuta agli Assassini e svelando i piani dei Templari.

### Epoca vittoriana

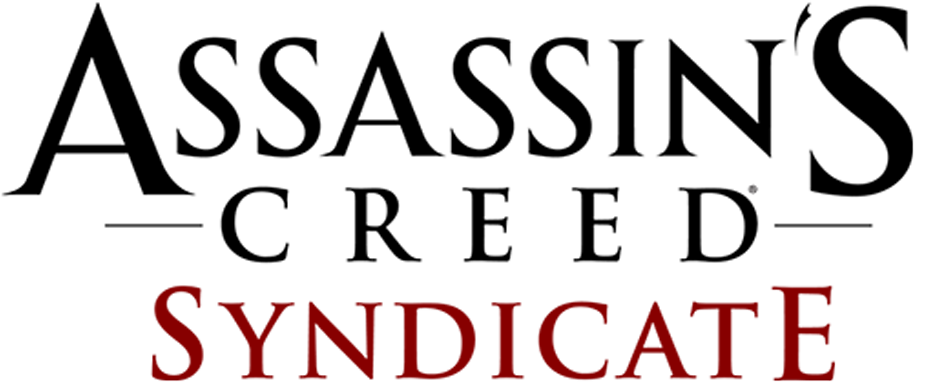
Assassin's Creed: Syndicate

Assassin's Creed: Syndicate (2015) si svolge nell'Inghilterra del 1868 e segue le vicende dei fratelli Jacob ed Evie Frye. All'inizio, sotto ordine degli altri Assassini, uccidono Rupert Ferris e David Brewster, e scoprono che i Templari hanno trovato due frutti dell'Eden, uno dei quali finisce per esplodere. Si recano quindi a Londra, per strappare il potere al Gran Maestro dei Templari, Crawford Starrick. Nella metropoli conoscono Henry Green, il Maestro degli Assassini londinesi. Jacob decide di creare una gang chiamata "Rooks", strappando poi il quartiere di Whitechapel dalle mani dei "Blighters", la gang rivale. Jacob ruba anche un prototipo di lanciacorda che riparerà l'inventore Alexander Graham Bell, oltre a creare insieme a Evie il telefono. Jacob in seguito aiuta anche lo scrittore Charles Dickens e, venuto a conoscenza di una droga nota come "elisir mortale", insieme a Charles Darwin, distrugge il magazzino che la contiene. In seguito uccide il produttore della droga, un Templare di nome John Elliotson, che è anche un chirurgo sperimentale. Iniziano i primi conflitti tra i Frye: Evie accusa il fratello di dare poca importanza alla Confraternita degli Assassini, mentre Jacob non sopporta che sua sorella sia ossessionata nel seguire le orme del padre. Le loro strade quindi si separano: Evie trova la chiave della cripta alla cattedrale di San Paolo, ma le viene strappata dall'occultista Lucy Thorne; Jacob invece incontra Pearl Attaway, apparente alleata ma in realtà Templare e cugina di Starrick. L'Assassino, quindi, si vede costretto a ucciderla e in seguito si scontra con Crawford, di cui attaccherà le finanze uccidendo il suo malvagio banchiere, il signor Twopenny, durante una rapina. Evie si reca alla Torre di Londra per uccidere Lucy Thorne; quest'ultima, in punto di morte, accenna ai poteri straordinari della Sacra Sindone. Successivamente Jacob scopre che un altro uomo di Starrick, James Brudenell, vuole uccidere il primo ministro inglese Disraeli. Jacob s'infiltra nel parlamento riuscendo ad assassinarlo. L'assassino in seguito collabora con Maxwell Roth, capo dei Blighters, per diminuire l'influenza di Starrick su Londra. Tuttavia, a causa dei metodi violenti di Roth, Jacob è costretto ad ucciderlo. Rimasto da solo, Crawford decise di muoversi personalmente per recuperare la Sindone, che ha scoperto trovarsi a Buckingham Palace. Durante una cerimonia effettuata dalla regina Vittoria, Jacob ed Evie s'infiltrano nella festa scoprendo il nascondiglio della Sindone. Tuttavia sul luogo giunge prima Starrick e con la Sindone acquisisce poteri sovrannaturali. Con il frutto dell'eden mette alle strette Jacob, Evie ed Henry Green (corso in aiuto dei compagni). I gemelli riescono a togliere il manufatto dal Gran maestro e insieme lo uccidono ponendo fine alla sua tirannia su Londra. Jacob, Evie ed Henry vengono nominati membri dell'Ordine della Giarrettiera dalla regina. I due gemelli si riappacificano continuando insieme la lotta contro i Templari.

### Rivoluzione russa

Assassin's Creed: Chronicles

Assassin's Creed Chronicles: Russia (2016) nel 1918, nella fase finale della rivoluzione russa, Nikolai Orelov ormai demotivato e desideroso di fuggire dalla Confraternita per vivere in tranquillità con la propria famiglia, accetta di compiere un'ultima missione per l'ordine degli assassini: infiltrarsi in una casa dove la famiglia dello Zar è tenuta reclusa dai Bolscevichi e rubare un artefatto che è da secoli oggetto di lotta tra Assassini e Templari. Durante il suo cammino, si ritrova coinvolto nella congiura dei templari contro lo Zar Nicola II ed il massacro dei suoi figli da parte della Čeka, la polizia segreta bolscevica, ma riesce a salvare la principessa Anastasia, che rivela poteri misteriosi e sorprendenti. Nikolai Orelov costretto a scappare dai Templari per proteggere l'artefatto, decide di portare con sé anche Anastasia. I due collaborano insieme per portare a termine la missione.

### Giorni nostri
Il protagonista della serie fino al terzo capitolo della saga è Desmond Miles, un barista venticinquenne di Manhattan, fuggito a 16 anni da un rifugio di Assassini chiamato "La Fattoria" perché incapace di comprendere il vero scopo dei suoi estenuanti allenamenti e stanco dell'iperprotettività dei suoi genitori che lo mettevano in guardia da un nemico che lui non aveva mai visto. Egli, a causa di una multinazionale nota come Abstergo, si ritroverà a rivivere le memorie dei suoi antenati grazie ad uno speciale dispositivo chiamato Animus, per trovare dei manufatti misteriosi chiamati Frutti dell'Eden, i quali sembrano essere dotati di straordinari poteri. Inizialmente costretto dai Templari, successivamente li cercherà volontariamente assieme agli Assassini in una corsa contro il tempo per salvare il mondo da un'immane catastrofe. Nel primo capitolo Desmond si troverà in una struttura dell'Abstergo rinchiuso in una stanza da Warren Vidic e da Lucy, entrambi medici dell'Abstergo e Templari. Desmond inizierà a rivivere i ricordi di Altair per trovare i "Frutti dell'Eden", oggetti potentissimi provenienti da "Coloro che vennero prima", degli esseri appartenenti alla cultura greco-romana che crearono il genere umano in un periodo imprecisato. Alla fine del primo capitolo, mentre Desmond rivive il ricordo di Altaïr in cui si apre un mappamondo raffigurante tutti i Frutti dell'Eden, Warren vede la mappa e dichiara che non c'è più bisogno di Desmond, che dovrà quindi essere eliminato. Questi esce dall'Animus e riesce ad attivare l'occhio dell'Aquila (un'abilità del suo antenato Altaïr che il protagonista acquisisce tramite l'effetto osmosi), riuscendo così a vedere simboli e iscrizioni fatte col sangue del Soggetto 16, l'uomo imprigionato prima di Desmond in quella stanza.
Nel secondo capitolo, dopo che Desmond avrà visto le scritte, entrerà Lucy, insanguinata, che lo aiuterà ad uscire dall'Abstergo, dichiarandosi un'Assassina e portandolo al covo degli Assassini. Qui conoscerà Shaun e Rebecca, che lo faranno lavorare sull'Animus 2.0. Nel nuovo Animus Desmond rivive i ricordi di un altro suo antenato, vissuto nel Rinascimento e chiamato Ezio Auditore, acquisendone le abilità sempre grazie all'effetto osmosi. I Templari, tuttavia, rintracciano il loro nascondiglio, ciò li costringe a fuggire a Monteriggioni dove Desmond continua a rivivere i ricordi di Ezio per cercare il nascondiglio della Mela dell'Eden. Dopo aver scoperto il nascondiglio vi si recano, e dopo aver toccato la Mela vede il futuro ed è costretto ad uccidere Lucy. Dopo tale azione entra in coma. Rebecca, Shaun e il padre di Desmond, Williams, lo mettono nell'Animus ed egli rivive i ricordi di Ezio nei suoi ultimi anni da assassino mentre cerca un modo per aprire la Cripta sotto Masyaf.
Dopo aver visto gli ultimi ricordi di Ezio come assassino, Desmond si risveglia dal coma ed insieme a Shaun, Rebecca e suo padre raggiunge la Cripta. Una volta entrati scoprono che per aprire la porta hanno bisogno di una chiave, così Desmond comincia a rivivere i ricordi di un altro suo antenato vissuto durante il periodo coloniale di Haytham Kenway. Questi viene inviato nell'America Coloniale per cercare la Cripta essendo in possesso della chiave. Andando avanti a rivivere i ricordi Desmond scopre che Haytham era un Gran Maestro dei Templari. Dopo la scoperta passa a rivivere i ricordi del figlio di Haytham, nato da una nativa americana di nome Kanetio, e chiamato Ratonhaketon. Desmond vede l'enorme aiuto che il suo antenato ha fornito a George Washington nella rivoluzione americana e scopre che la chiave della cripta si trova nella tomba del mentore di Ratonhaketon. Una volta recuperata la chiave, Desmond si reca in Brasile e a New York per recuperare le fonti di energia che alimentano il Grande Tempio. Durante la sua ricerca si scontra diverse volte con Daniel Cross riuscendo ad ucciderlo. Quando il padre di Desmond viene rapito, egli si reca nel luogo in cui è stato sequestrato e con la Mela dell'Eden uccide Warren Vidic, liberando suo padre e recuperando l'ultima fonte di energia. Dopo aver vissuto gli ultimi ricordi di Ratonhaketon durante la rivoluzione americana, Desmond apre la Cripta e incontra Giunone che gli rivela che per salvare il mondo lui si dovrà sacrificare. Sul luogo giunge Minerva che rivela che il vero intento di Giunone è liberarsi dalla prigionia, che è la Cripta stessa. Desmond decide di sacrificarsi salvando il mondo ma allo stesso tempo libera Giunone dalla prigiona ed ella si accinge a cambiare il mondo.
L'Abstergo Industries crea una filiale chiamata Abstergo Entertainment, una società sussidiaria impegnata nello sviluppo di prodotti multimediali per l'intrattenimento il cui principale prodotto sviluppato è una versione console dell'Animus, venduta su scala mondiale. Il prodotto permette all'Abstergo Industries di influenzare l'opinione pubblica facendo rivivere agli utenti ricordi genetici montati appositamente e strutturati in forma videoludica. Tuttavia, il progetto incontra l'opposizione di un gruppo di hacker noto come Collettivo Erudito, che mostra agli utenti della versione console dell'Animus ciò che si cela dietro le false verità inserite dalle Abstergo Industries nei loro prodotti. Tra il 2012 e il 2013, alcuni dipendenti di Abstergo Entertainment vengono incaricati per esplorare le memorie genetiche di Aveline de Grandpré ed Edward Kenway grazie ai progressi della tecnologia dell'Animus, che permette di analizzare ricordi estratti da altre persone. Il primo videogioco prodotto dalla società, che si rivela un enorme successo, è Liberation, basato sui ricordi di Aveline e pubblicato da Ubisoft. Nel 2014 la società esplora i ricordi di Shay Patrick Cormac, per la creazione di un prodotto basato sulle memorie di un Templare.
Nel 2014 un dipendente dell'Abstergo Entertainment viene reclutato dagli Assassini e comincia a rivivere i ricordi di un Assassino di nome Arno Dorian vissuto durante la Rivoluzione Francese. Nel 2015 l'iniziato comincia a rivivere i ricordi di due Assassini gemelli, Jacob ed Evie Frye, vissuti nel 1868, alla ricerca di un Frutto dell'Eden, precisamente una delle Sindoni. Nel 2016 Callum Lynch viene catturato dall'Abstergo e costretto a rivivere i ricordi di Aguilar De Nerha, suo antenato Assassino vissuto durante l'Inquisizione spagnola, per recuperare una Mela dell'Eden.
Un anno dopo, nel 2017, l'impiegata dell'Abstergo Layla Hassan viene mandata in Egitto per recuperare un manufatto, scoprendo invece la mummia di Bayek di Siwa, ultimo Medjay d'Egitto. Rivivendo i suoi ricordi scopre inoltre che è il fondatore dell'Ordine degli Assassini, inizialmente noti come Occulti. Dopo aver scoperto l'origine della setta, viene raggiunta da William Miles che la fa entrare nell'Ordine. Ormai a tutti gli effetti un membro degli Assassini, insieme alla sua nuova squadra trova un manufatto della prima civilizzazione appartenente al re spartano Leonida, più precisamente la lancia che egli usava in battaglia. Layla trova dei segmenti di DNA nella lancia appartenuti ai nipoti di Leonida e comincia a rivivere i ricordi Kassandra e Alexios, nipoti del re spartano divenuti mercenari. Attraverso i loro ricordi riesce a trovare l'entrata per la città perduta di Atlantide. Layla si reca nella città perduta e qui incontra Kassandra (o Alexios, dipende da chi il giocatore ha scelto di interpretare) in persona, vissuta per 2000 anni grazie al bastone. Quest'ultima le spiega che Assassini e Templari rappresentano ordine e caos e se uno prevarrà sull'altro sarebbe la fine per il mondo. Alla fine Kassandra deciderà di passare il bastone a Layla così che trovi la soluzione a tutto, e nel farlo purtroppo perde la vita. Prima di morire Kassandra chiede a Layla, una volta che tutto sarà finito, di distruggere il bastone e tutti i frutti dell'Eden.
Continuando il suo lavoro, Layla rinviene la tomba di un assassino di nome Eivor, e ne rivive i ricordi; questi fu un vichingo vissuto tra Scandinavia, Nord America e Inghilterra sassone all'epoca di Alfredo il Grande; osservando i ricordi di Eivor, scopre molte informazioni: Eivor aveva viaggiato in Inghilterra dove era stato reclutato da due Occulti venuti dall'Iraq, Basim e Hytham, per distruggere gli Antichi; ciò era avvenuto anche grazie alle informazioni di un ignoto informatore, che Eivor scoprì essere il re Alfred di Wessex, un Antico che voleva riformare l'ordine in modo migliore; Eivor è anche un Saggio essendo reincarnazione dell'ISU Odino, mentre Sigurd, fratello di Eivor, è a sua volta la reincarnazione di Týr; i due scoprirono un meccanismo della Prima Civiltà che funzionava come un Animus e vi entrarono, capendo la loro natura; usciti furono attaccati da Basim, che era in realtà la reincarnazione di Loki, desideroso di vendicarsi per il loro passato comune ai tempi della Prima Civiltà; sconfitto Basim/Loki, Eivor/Odino lo imprigionò nel simulatore. Layla trova il posto, un tempio ISU con una macchina che controlla il meccanismo che protegge il pianeta dalle radiazioni solari dell'eruzione solare prevista dagli ISU, e riesce ad accedervi nonostante le radiazioni altissime grazie al bastone di Ermete Trismegisto; entrata nel macchinario, conosce la coscienza digitalizzata di un ISU che le mostra il nucleo della macchina, una sorta di supercomputer chiamato Yggdrasill con il quale calcola le varie possibiltà della Storia e prevede le possibili conseguenze; purtroppo Layla ha lasciato la presa sul bastone, quindi il suo corpo fisico morirà presto; tutto era un piano di Basim/Loki, che riesce a liberare il suo corpo e farlo cadere a contatto col bastone, rigenerandosi.
Basim raggiunge Shawn e Rebecca, spiegando cosa è successo (pur tacendo alcuni particolari), e si fa aggiornare brevemente sul mondo attuale; fa ascoltare loro un messaggio di Layla, che spiega la sua decisione di restare nel tempio per poter prevedere le possibili conseguenze del futuro; poi chiede un incontro con il Mentore dell'epoca (cioè William Miles); mentre i due sono via, l'antico assassino rivive alcune fasi finali della vita di Eivor e parla con William Miles tramite la connessione di due animus; come prova di fiducia, Basim consegna il proprio DNA alla confraternita; poi si prepara a trovare la moderna incarnazione di Odino e vendicarsi per ciò che lui e soprattutto i suoi figli subirono nell'antichità; a questo scopo si farà aiutare da Atheleia, la sua antica moglie la cui anima è inserita nel bastone di Ermete Trismegisto!
Tempo dopo, William Miles esplora i ricordi di Basim, dalla giovinezza nelle strade di Baghdad, passando per l'entrata nella confraternita, fino alla scoperta della sua vera natura con l'emergere progressivo dei suoi ricordi ISU; scoperta che lo portò a mettersi alla ricerca di vendetta verso Odino.

## Protagonisti
| Presente (realtà)       | Passato (animus)                   | Videogiochi                      |
| ----------------------- | ---------------------------------- | -------------------------------- |
| Desmond Miles           | Altaïr Ibn-La'Ahad                 | Assassin's Creed                 |
| Desmond Miles           | Ezio Auditore                      | Assassin's Creed II              |
| Desmond Miles           | Ezio Auditore                      | Assassin's Creed: Brotherhood    |
| Desmond Miles           | Ezio Auditore                      | Assassin's Creed: Revelations    |
| Desmond Miles           | Connor Kenway                      | Assassin's Creed III             |
| Desmond Miles           | Aveline de Grandpré                | Assassin's Creed III: Liberation |
| Dipendente Abstergo (?) | Edward Kenway                      | Assassin's Creed IV: Black Flag  |
| Dipendente Abstergo (?) | Adéwalé                            | Assassin's Creed IV: Freedom Cry |
| Dipendente Abstergo (?) | Shay Cormac                        | Assassin's Creed: Rogue          |
| Dipendente Abstergo (?) | Shao Jun Arbaaz Mir Nikolai Orelov | Assassin's Creed: Chronicles     |
| Iniziato                | Arno Dorian                        | Assassin's Creed: Unity          |
| Iniziato                | Evie Frye Jacob Frye               | Assassin's Creed: Syndicate      |
| Layla Hassan            | Bayek                              | Assassin's Creed: Origins        |
| Layla Hassan            | Alexios Kassandra                  | Assassin's Creed: Odyssey        |
| Layla Hassan            | Eivor                              | Assassin's Creed: Valhalla       |
| William Miles           | Basim Ibn Ishaq                    | Assassin's Creed: Mirage         |
|                         | Naoe Fujibayashi Yasuke            | Assassin' s Creed Shadows        |

## Altri media

### Arte
Nel 2012, a Milano, al Museo della Scienza e della Tecnologia, è stata fatta una mostra con protagonista la game art dei videogiochi, intitolata Assassin's Creed Art (R)Evolution, da cui è stato tratto il catalogo Assassin's Creed Art (R)Evolution pubblicato da Skira., uscito nel 2012.
Nel 2015 è uscita Assassin's Creed: The Complete Visual History.
A partire dal giugno 2019, in varie località mondiali (Los Angeles, Parigi, San Francisco, Montréal, Londra e anche Milano), si svolse Assassin's Creed: Symphony, un concerto dal vivo tenuto da un'orchestra e un coro che riprodurono delle celebri colonne sonore riprese direttamente dai videogiochi della celebre saga degli assassini, accompagnate anche da immagini e spezzoni di video.
Sono usciti anche degli Artbook riguardanti dei capitoli della saga: The Art of Assassin's Creed, uscito nel 2007; The Art of Assassin's Creed II, uscito nel 2009; The Art of Assassin's Creed II: Brotherhood, uscito nel 2010; The Art of Assassin's Creed II: Revelation, uscito nel 2011; The Art of Assassin's Creed III, uscito nel 2012; The Art of Assassin's Creed IV: Black Flag, uscito nel 2013, The Art of Assassin's Creed: Unity, uscito nel 2014; The Art of Assassin's Creed: Syndicate, uscito nel 2015 e The Art of Assassin's Creed: Origins, uscito nel 2017.

### Romanzi
| Romanzo                                          | Gioco di riferimento | pubblicato | Autore           |
| ------------------------------------------------ | -------------------- | ---------- | ---------------- |
| Assassin's Creed: Rinascimento                   | AC II                | 2009       | Oliver Bowden    |
| Assassin's Creed: Fratellanza                    | Brotherhood          | 2011       | Oliver Bowden    |
| Assassin's Creed: La crociata segreta            | Assassin's Creed     | 2011       | Oliver Bowden    |
| Assassin's Creed: Revelations                    | Revelations          | 2011       | Oliver Bowden    |
| Assassin's Creed: Forsaken                       | AC III               | 2012       | Oliver Bowden    |
| Assassin's Creed: Black Flag                     | Black Flag           | 2013       | Oliver Bowden    |
| Assassin’s Creed: Unity                          | Unity                | 2014       | Oliver Bowden    |
| Assassin's Creed: Underworld                     | Syndicate            | 2015       | Oliver Bowden    |
| Assassin's Creed: Desert Oath                    | Origins              | 2017       | Oliver Bowden    |
| Assassin's Creed: Odyssey                        | Odyssey              | 2018       | Gordon Doherty   |
| Assassin's Creed: Valhalla - La saga di Geirmund | Valhalla             | 2020       | Matthew J. Kirby |

### Romanzi originali
Non inerenti ai videogiochi
| Romanzo                                                   | Data di pubblicazione |
| --------------------------------------------------------- | --------------------- |
| Assassin’s Creed: Il Romanzo ufficiale del film           | 2016                  |
| Assassin’s Creed: Heresy                                  | 2016                  |
| Assassin’s Creed: Last Descendants                        | 2016                  |
| Assassin’s Creed: Last Descendants - La tomba dei Khan    | 2016                  |
| Assassin’s Creed: Last Descendants - Il destino degli dei | 2017                  |

### Fumetti
| Fumetto                                    | Data di pubblicazione |
| ------------------------------------------ | --------------------- |
| Assassin's Creed: Graphic Novel            | 2007                  |
| Assassin's Creed, Volume 1: Desmond        | 2009                  |
| Assassin's Creed, Volume 2: Aquilus        | 2010                  |
| Assassin's Creed, Volume 3: Accipiter      | 2011                  |
| Assassin's Creed, Volume 4: Hawk           | 2012                  |
| Assassin's Creed, Volume 5: El Cakr        | 2013                  |
| Assassin's Creed, Volume 6: Leila          | 2014                  |
| Assassin's Creed: The Fall                 | 2010                  |
| Assassin's Creed: The Chain                | 2012                  |
| Assassin's Creed: Brahman                  | 2013                  |
| Assassin's Creed: La prova del fuoco       | 2015                  |
| Assassin's Creed: Tramonto                 | 2016                  |
| Assassin's Creed: Ritorno a casa           | 2016                  |
| Assassin's Creed: Templars                 | 2016                  |
| Assassin's Creed: Last Descendants - Locus | 2016                  |
| Assassin's Creed: Uprising                 | 2017                  |
| Assassin's Creed: Reflections              | 2017                  |
| Assassin's Creed: Origins                  | 2018                  |

### Manga
Nel 2013 è stato pubblicato un manga intitolato Assassin's Creed: Awakening (o Assassin's Creed IV: Awakening), un adattamento del videogioco Assassin's Creed IV: Black Flag.

### Film
La 20th Century Fox ha acquistato i diritti per produrre un film, probabilmente basato sulle vicende di Altaïr Ibn-La'Ahad. Nel 2012 è stato reso noto che Michael Fassbender produrrà e reciterà nella pellicola. Il film di Assassin's Creed è stato annunciato per maggio 2015, ma successivamente è stato posticipato al 21 dicembre 2016. Il ritardo è dovuto alle numerose modifiche apportate alla sceneggiatura. Ad agosto 2015 è stato distribuito il primo teaser poster. Il 31 agosto 2015 sono iniziate le riprese principali, a gennaio 2016 le riprese sono ufficialmente terminate.
Il film è uscito al cinema il 21 dicembre 2016 negli Stati Uniti e il 4 gennaio 2017 in Italia.

### Serie TV
Una serie televisiva di Assassin's Creed è stata confermata per essere in sviluppo da Ubisoft. Il 5 luglio 2017 il produttore Adi Shankar ha annunciato una partnership con Ubisoft sulla sua pagina Facebook e ha rivelato che stava lavorando su "una storia originale" serie di anime su Assassin's Creed. Il 1º gennaio 2018 la pagina Facebook di UNILAD Gaming ha pubblicato che Ubisoft era in trattativa con Netflix. Il 27 ottobre 2020 è stata annunciata ufficialmente da Netflix la produzione di una serie live-action, una serie animata e una anime di Assassin's Creed. La serie live-action sarà prodotta da Ubisoft Film & Television e vedrà Jason Altman and Danielle Kreinik come produttori esecutivi. Il 17 luglio 2025, Netflix e Ubisoft hanno annunciato Roberto Patino e David Wiener come nuovi showrunner e produttori esecutivi.
Nella serie animata Captain Laserhawk: A Blood Dragon Remix uno dei protagonisti, la rana antropomorfa Bullfrog, è raffigurata come un membro dell'Ordine degli Assassini, mentre la megacorporazione antagonista Eden discende dall'Ordine dei Templari.

### Cortometraggi
Assassin's Creed: Lineage è il primo cortometraggio basato sulla serie. È un prequel che ha luogo prima degli eventi in Assassin's Creed II e racconta tre avventure di Giovanni Auditore, padre di Ezio. La prima parte del film è stata diffusa su YouTube il 26 ottobre 2009 e su EuroGamerTV il 2 novembre 2009. Le parti 2 e 3 sono state diffuse sul sito di Ubisoft, e in seguito su YouTube.
Un anno dopo è uscito Assassin's Creed: Ascendance, il secondo cortometraggio. Il film, della durata di sette minuti, è stato distribuito il 16 novembre 2010 su PlayStation Store e Xbox Live al costo di 1,99 €. La storia è il prologo al videogioco Assassin's Creed: Brotherhood e ruota attorno alla figura del protagonista del gioco, Ezio Auditore da Firenze. Il film narra degli avvenimenti che hanno spinto Ezio a spostarsi a Roma.
Il terzo e ultimo cortometraggio della serie è Assassin's Creed: Embers, incentrato sulla senilità di Ezio Auditore. Nel cortometraggio fa la sua prima apparizione Shao Jun, la protagonista dello spin off Assassin's Creed Chronicles: China.

### Giochi da tavolo
Assassin's Creed Arena; Assassin's Creed Monopoly; Assassin's Creed Vendetta; Assassin's Creed Risiko; Assassin's Creed: Brotherhood of Venice

## Accoglienza
| Testata                          | Versione             | Giudizio |
| -------------------------------- | -------------------- | -------- |
| OpenCritic (media al 04/09/2022) | AC III Remastered    | 69/100   |
| OpenCritic (media al 04/09/2022) | AC III Liberation HD | 65/100   |
| OpenCritic (media al 04/09/2022) | AC IV: Black Flag    | 85/100   |
| OpenCritic (media al 04/09/2022) | AC IV: Freedom Cry   | 74/100   |
| OpenCritic (media al 04/09/2022) | AC Rogue Remastered  | 72/100   |
| OpenCritic (media al 04/09/2022) | AC Unity             | 71/100   |
| OpenCritic (media al 04/09/2022) | AC Syndicate         | 77/100   |
| OpenCritic (media al 04/09/2022) | AC Origins           | 85/100   |
| OpenCritic (media al 04/09/2022) | AC Odyssey           | 84/100   |
| OpenCritic (media al 04/09/2022) | AC Valhalla          | 83/100   |
| OpenCritic (media al 04/09/2022) | AC Mirage            | 76/100   |

I giochi di Assassin's Creed hanno ricevuto un'accoglienza generalmente positiva da parte della critica. È stata elogiata per il suo ambizioso design di gioco, per la grafica e per la narrazione, ma criticata per i suoi problemi tecnici e per le versioni annuali di quasi tutti i capitoli della saga.
A destra vengono elencati gli ultimi titoli della serie con la media di recensioni (console e PC) ricevute e classificate dall'aggregatore collettivo OpenCritic.

### Vendite
La serie ha riscosso un grande successo fin da subito, con la vendita di oltre 8 milioni di copie con il primo episodio e 9 con il secondo. Ubisoft ha inoltre dichiarato di aver venduto più di 1 milione di copie di Assassin's Creed: Brotherhood solo nella prima settimana, record di miglior incasso in poco tempo. Attualmente, la serie ha venduto oltre 140 milioni di copie in tutto il mondo e detiene il record di essere diventata una delle serie di videogiochi più vendute della storia. A settembre 2019, la serie ha venduto oltre 140 milioni di copie con oltre 95 milioni di giocatori, diventando il franchise più venduto di Ubisoft e uno dei franchise di videogiochi più venduti di tutti i tempi.
A ottobre 2020 le vendite totali della serie avevano raggiunto i 155 milioni, e l'11 settembre 2022 la serie ha superato i 200 Mln di copie vendute.